# Scutigera
Ne pas confondre avec le genre d'amphibiens Scutiger.
Pour les articles homonymes, voir Scutigera (homonymie).
Genre
Scutigera est le principal genre de scutigères, un groupe d'arthropodes myriapodes (« mille-pattes »), de la classe des chilopodes (qui comporte environ 3 500 espèces connues,).
Ne pas confondre avec la scolopendre, qui est aussi un mille-pattes.

## Historique et dénomination
Le genre a été décrit par le naturaliste français Jean-Baptiste de Lamarck en 1801 avec cette description : « Myriapode dont le corps est recouvert de huit plaques en forme d'écusson ».
Étymologie : scutum et gerere signifient, en latin, « bouclier » et « porter ». La scutigère véloce est l’espèce type pour le genre.

### Synonymie
- Cermatia Illiger, 1807
- Selista Rafinesque, 1820
- Cryptomera Rafinesque, 1820
- Lassophora Verhoeff, 1905
- Dendrothereua Verhoeff, 1944

## Taxinomie
Liste des espèces selon Catalogue of Life (11 juin 2014)
- Scutigera aethiopica Silvestri 1895
- Scutigera argentina Humbert & de Saussure 1870
- Scutigera asiatica Sseliwanoff 1884
- Scutigera buda Chamberlin 1944
- Scutigera carrizala Chamberlin 1942
- Scutigera chichivaca Chamberlin 1944
- Scutigera coleoptrata Linnaeus (1758) - l'espèce type du genre, sa seule représentante en Europe, appelée couramment scutigère véloce
- Scutigera complanata Haase 1887
- Scutigera dubia Newport (1844)
- Scutigera fissiloba C.L. Koch (1863)
- Scutigera flavistoma Lawrence 1960
- Scutigera hispida Haase 1887
- Scutigera linceci Wood (1867)
- Scutigera longitarsis Newport (1844)
- Scutigera marmorea Pocock 1891
- Scutigera melanostoma Haase 1887
- Scutigera nossibei de Saussure et Zehntner 1902
- Scutigera oweni Newport (1845)
- Scutigera oxypyga Muralevitsch 1910
- Scutigera parcespinosa Bücherl 1949
- Scutigera planiceps Pocock 1893
- Scutigera poicila Chamberlin 1944
- Scutigera rubrilineata Newport (1844)
- Scutigera sanguinea Meinert 1886
- Scutigera sinuata Haase 1887
- Scutigera smithii Newport (1844)
- Scutigera tancitarona Chamberlin 1942
- Scutigera tonsoris Würmli 1977
- Scutigera virescens Latreille (1819)
- Scutigera voeltzkowi de Saussure et Zehntner 1902

## Description
Comme tous les myriapodes son corps est composé de multiples segments portant des pattes, sa longueur totale peut atteindre 3 ou 4 cm. Chez la scutigère véloce (S. coleoptrata), seule espèce présente en France, la coloration dorsale passe du beige au jaune grisâtre et est souvent marquée de trois rayures longitudinales plus sombres tandis que la partie ventrale est blanchâtre. Les pattes sont longues, effilées et zébrées de bandes sombres et claires. Les pattes situées vers l'arrière sont plus longues que celles situées près de la tête ce qui permet à cet animal de se déplacer plus rapidement sans risque de se gêner. La dernière paire de pattes ne sert pas à la locomotion mais porte des organes sensoriels à l'instar de sa paire d'antennes située à l'autre extrémité du corps.

## Biologie
Les scutigères sont insectivores (papillons, moustiques ...). Quand elles chassent, elles semblent « survoler les murs », particulièrement lorsqu’elles courent rapidement à l’attaque d’une mouche ou autre insecte. Elles capturent leurs proies à l’aide de leurs pattes et de leurs crochets à venin appelés forcipules.
Leurs morsures sont très rares et bénignes pour l’être humain.

## Cycle de vie
Lors de la reproduction, le mâle et la femelle se touchent mutuellement avec leurs antennes et bougent en cercle. Le sperme du mâle, contenu dans un spermatophore, est déposé au sol lors de la danse nuptiale. La femelle se place alors sur le petit sac et le fait pénétrer dans ses voies génitales afin de féconder ses ovules.
Selon sa taille, la femelle pond entre 130 et 290 œufs qu’elle dépose individuellement sur le sol. À leur naissance les petites scutigères n’ont que des ébauches de pattes et, au long d’une série de six mues, le nombre des segments de ces appendices augmente petit à petit. Une fois les pattes formées, la scutigère va encore faire quatre mues avant d’atteindre sa maturité sexuelle.